# Бејли (Северна Каролина)
Бејли (енгл. Bailey) град је у америчкој савезној држави Северна Каролина.

## Демографија
По попису из 2010. године број становника је 569, што је 101 (-15,1%) становника мање него 2000. године.
| Група             | 2000.       | 2010.       |
| Белци             | 445 (66,4%) | 370 (65,0%) |
| Афроамериканци    | 153 (22,8%) | 116 (20,4%) |
| Азијати           | 0 (0,0%)    | 0 (0,0%)    |
| Хиспаноамериканци | 72 (10,7%)  | 76 (13,4%)  |
| Укупно            | 670         | 569         |